# Argiolaus timon
Argiolaus timon är en fjärilsart som beskrevs av Donovan 1825. Argiolaus timon ingår i släktet Argiolaus och familjen juvelvingar. Inga underarter finns listade i Catalogue of Life.